# Peter Kolesár
Peter Kolesár (sinh 9 tháng 7 năm 1998) là một cầu thủ bóng đá Slovakia hiện tại thi đấu cho MFK Zemplín Michalovce ở vị trí tiền vệ.

## Sự nghiệp câu lạc bộ

### MFK Zemplín Michalovce
Kolesár ra mắt tại Fortuna Liga cho MFK Zemplín Michalovce ngày 21 tháng 2 năm 2017 trước FC Spartak Trnava.